# Lastours
Lastours è un comune francese di 169 abitanti situato nel dipartimento dell'Aude nella regione dell'Occitania. Vi si trova il castello di Lastours del secolo XII, fortezza catara e poi francese, abbandonata alla fine del XVI secolo.

## Società

### Evoluzione demografica
Abitanti censiti